# Z Piscis Austrini
Z Piscis Austrini är en kortperiodisk förmörkelsevariabel av Algol-typ (EA) i stjärnbilden Södra fisken. 
Stjärnan har visuell magnitud +13,47 och varierar i amplitud 0,60 med en period av 0,585533 dygn eller 14,0528 timmar.